# 中原秀登
中原 秀登（なかはら ひでと、1955年 - ）は、日本の経営学者。千葉大学法政経学部教授。

## 略歴
福岡県出身。
1985年慶應義塾大学大学院商学研究科博士課程単位取得満期退学。1999年慶大商学博士。
1986年山形大学人文学部専任講師、1988年助教授。1989年千葉大学法経学部助教授、2000年教授。

## 著書
- 『研究開発のグローバル戦略』（千倉書房, 2000年）
- 『研究開発の国際マネジメント』（文眞堂, 2001年）
- 『基本経営学』（新世社, 2004年）